# Гојко Зец
Гојко Зец (Ораховица, 15. септембар 1935 — Луанда, 3. новембар 1995) је био српски фудбалер и фудбалски тренер.
Рођен је 15. септембра 1935. у Ораховици. У Југославији је био тренер ОФК Београда, Партизана, Борца из Бањалуке, Војводине, Ријеке, Црвене звезде и Спартака. Члан селекторске комисије репрезентације Југославије (26. 6. 1977 - 30. 11. 1977), поред којег су били Марко Валок и Стеван Вилотић.
Такође је водио грчки Арис, Ал Ахли (Уједињени Арапски Емирати) и Атлетик Петро (Ангола). Са Ал Ахлијем је освојио Куп Уједињених Арапских Емирата, а са Атлетиком четири наслова националног шампиона, два национална купа и два Супер купа Анголе. Гојко Зец је убијен под неразјашњеним околностима 3. новембра 1995. године у главном граду Анголе Луанди.